# Académie de Haarlem

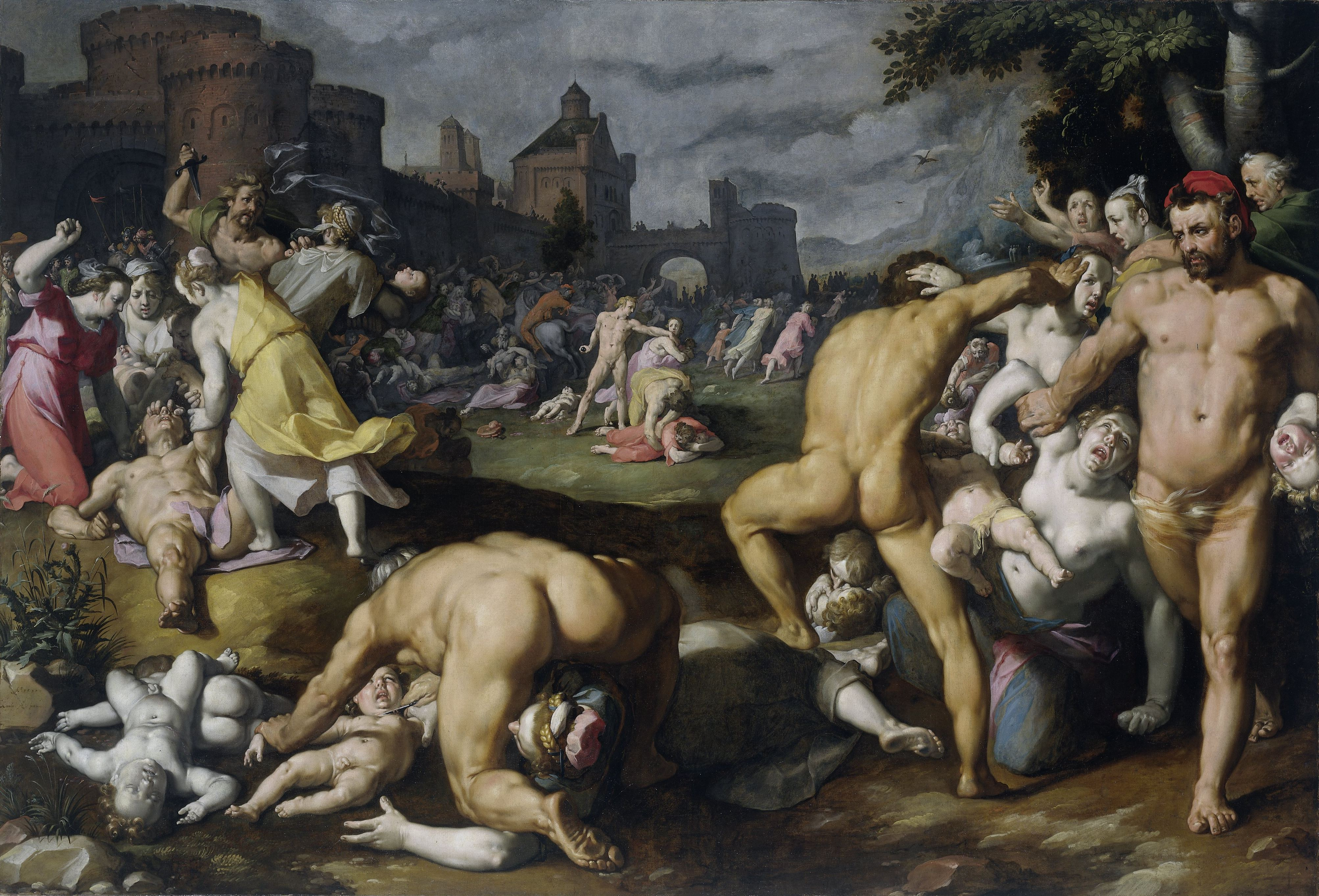
Le Massacre des Innocents par Cornelis Cornelisz van Haarlem (1590) est typique, par sa composition savante, ses oppositions chromatiques et par l'intérêt porté à l'anatomie, de l'art développé dans le cadre de l'académie de Haarlem.

L’Académie de Haarlem est une académie de peinture néerlandaise fondée à Haarlem à la fin du XVIe siècle.
Haarlem était, dans la seconde moitié du XVIe siècle, une ville florissante et un centre artistique majeur où affluait un grand nombre d'artistes venus des Pays-Bas du sud (catholiques) en quête de liberté religieuse et de commandes. C'est dans ce contexte favorable qu'en 1583 (ou 1584) fut créée la première académie des Pays-Bas (et d'Europe du nord).
Ses fondateurs étaient le peintre et écrivain flamand Carel van Mander, le graveur Hendrick Goltzius (originaire du duché de Juliers) et le peintre local Cornelis Cornelisz van Haarlem, trois artistes profondément influencés par l'art maniériste rapporté d'Italie et développé à Prague par leur compatriote Bartholomeus Spranger.
Van Mander et ses collaborateurs étaient conscients du rayonnement européen de l'art néerlandais et souhaitaient ainsi créer dans leur pays une institution destinée à diffuser le savoir engrangé par leurs compatriotes à Florence, Rome ou Prague. Cette institution, différente des guildes et des corporations déjà existantes, s'inspirait de l'Académie florentine créée par Vasari et de l'Académie romaine de Saint-Luc. En fait d’« académie », il s'agissait plutôt d'un grand atelier d'artistes.
L'originalité de son enseignement reposait dans l'étude du corps humain par le dessin de nu. Ce dernier point ne fait pas l'unanimité parmi les spécialistes, certains d'entre eux estimant que cette étude était peut-être davantage basée sur des sculptures ou d'autres œuvres d'art que sur des modèles vivants. Les œuvres produites dans le cadre de cette « école » artistique sont surtout constituées de sujets bibliques ou mythologiques et de portraits de groupe.